# Stig Johansen
Stig Johansen (Kabelvåg, 13 giugno 1972) è un ex calciatore norvegese, di ruolo attaccante.

## Carriera

### Club
Johansen iniziò la carriera con la maglia del Bodø/Glimt, squadra per cui debuttò nella Tippeligaen. Sostituì infatti Jan-Derek Sørensen nella sconfitta per 6-0 in casa del Viking, in data 22 aprile 1995. La prima rete nella massima divisione norvegese arrivò il 30 aprile dello stesso anno, nel pareggio per 3-3 contro il Lillestrøm.
Passò poi al Southampton, per cui esordì nella Premier League il 9 agosto 1997, nella sconfitta casalinga per 1-0 contro il Bolton. Non ebbe molto spazio in squadra e, nel 1998, fu prestato al Bristol City.
A fine stagione, fu acquistato dallo Helsingborg. La prima gara nella Allsvenskan fu datata 31 agosto 1998, nel pareggio per 1-1 contro l'AIK. Vinse un campionato svedese con questa squadra.
Tornò poi al Bodø/Glimt nel 2002 e vi restò fino al 2009, quando annunciò il ritiro. Nel 2011, però, tornò a giocare a calcio, sempre nel Bodø/Glimt. Si ritirò nuovamente  a fine stagione.

### Nazionale
Johansen giocò 3 partite per la Norvegia. Debuttò il 18 gennaio 1997, nell'amichevole contro la Corea del Sud.